# وادي الفرش (لودر)

تعديل مصدري - تعديل

وادي الفرش هي إحدى قرى عزلة زارة بمديرية لودر التابعة لمحافظة أبين، بلغ تعداد سكانها 34 نسمة حسب تعداد اليمن لعام 2004.